# Governo della Comunità germanofona del Belgio
Il Governo della Comunità germanofona (de. Regierung der Deutschsprachigen Gemeinschaft, fr. Gouvernement de la Communauté germanophone, nl. Regering van de Duitstalige Gemeenschap), conosciuto anche con l'abbreviazione DG-Regieriung, è l'organo esecutivo della Comunità germanofona del Belgio, con sede ad Eupen. Il capo del governo è il Ministro presidente della Comunità.

## Storia
La prima rappresentanza "politica" della Comunità germanofona del Belgio fu, nel 1973, il "Concilio della Comunità culturale tedesca" (de. Rat der deutschen Kulturgemeinschaft). Esso deteneva sia potere legislativo che il potere esecutivo, anche se quest'ultimo non aveva potere vincolante. I suoi membri non erano eletti direttamente dalla popolazione ma scelti in base ai risultati delle elezioni per il Parlamento federale del Belgio.
Con la riforma del Belgio in Stato federale del 1980 le Comunità del Belgio ottennero maggiori poteri, tra i quali la possibilità di formare dei governi nominati dalle assemblee legislative comunitarie. Il primo "governo" venne formato nel 1984 con l'appellativo di Esecutivo. Con la riforma della Costituzione belga del 1993 l'organo assunse definitivamente il nome di Governo.

## Elenco dei governi
| Governo | Governo              | Carica          | Carica          | Coalizione          | Ministro presidente | Partito |
| Governo | Governo              | Inizio          | Termine         | Coalizione          | Ministro presidente | Partito |
| ------- | -------------------- | --------------- | --------------- | ------------------- | ------------------- | ------- |
| 1       | Esecutivo Fagnoul    | 6 giugno 1984   | 3 dicembre 1986 | PFF - CSP - SP      | Bruno Fagnoul       | PFF     |
| 2       | Esecutivo Maraite I  | 3 dicembre 1986 | 5 dicembre 1990 | CSP - PFF           | Joseph Maraite      | CSP     |
| 3       | Governo Maraite II   | 5 dicembre 1990 | 13 giugno 1995  | CSP - PFF - SP      | Joseph Maraite      | CSP     |
| 4       | Governo Maraite III  | 13 giugno 1995  | 14 luglio 1999  | CSP - SP            | Joseph Maraite      | CSP     |
| 5       | Governo Lambertz I   | 14 luglio 1999  | 22 luglio 2004  | SP - PFF - Ecolo    | Karl-Heinz Lambertz | SP      |
| 6       | Governo Lambertz II  | 22 luglio 2004  | 23 giugno 2009  | CSP - PFF - PDB-PJU | Karl-Heinz Lambertz | SP      |
| 7       | Governo Lambertz III | 23 giugno 2009  | 30 giugno 2014  | CSP - PFF - ProDG   | Karl-Heinz Lambertz | SP      |
| 8       | Governo Paasch I     | 30 giugno 2014  | 26 maggio 2019  | ProDG - SP - PFF    | Oliver Paasch       | ProDG   |
| 9       | Governo Paasch II    | 26 maggio 2019  | 1º luglio 2024  | ProDG - SP - PFF    | Oliver Paasch       | ProDG   |
| 10      | Governo Paasch III   | 1º luglio 2024  | in carica       | ProDG - CSP - PFF   | Oliver Paasch       | ProDG   |

## Composizione attuale
La composizione del Parlamento, stabilita a seguito delle elezioni regionali del 2024, è la seguente:
- Oliver Paasch (ProDG): Ministro presidente
- Gregor Freches (PFF): Vice ministro presidente, ministro della cultura, occupazione e turismo
- Lydia Klinkenberg (ProDG): Ministro della famiglia, salute e servizi sociali
- Jérôme Franssen (CSP): Ministro dell'istruzione e della ricerca scientifica